# 偰長壽
偰長壽（韓語：설장수，1341年—1399年10月19日），字天民，號芸齋，高麗末期及朝鮮初期官員。本貫慶州偰氏。
偰長壽的祖先來自高昌回鶻，在元朝屬於色目人，後來歸化高麗。1360年，為慶順府舍人。其父親偰遜逝世，偰長壽為他服孝。恭愍王認為他是色目人，不必守漢人禮節，特命脫去孝服參加科舉考試。1361年同進士科及第，官拜判典農寺事，擔任晉州牧使。
高麗禑王在位期間，拜知密直事，再轉政堂文學。1387年，高麗派遣偰長壽出使明朝，送還在元末混亂時期逃亡到高麗境內的漢人。1388年，李成桂發動威化島回軍，偰長壽持禑王的遜位表前往明朝的南京，謁見洪武帝朱元璋，說明此事。他還參與李成桂廢黜昌王、改立恭讓王的行動，被賜予中興功臣、鐵券，封忠義君。
1392年，李成桂篡高麗自立，建立朝鮮王朝。1394年，偰長壽任司譯院提調。1396年，任檢校門下侍中，封燕山府院君。
偰長壽也是一位著名文人，著作有《近思齋逸藁》、《牧隱集》等。